# Revista Brasileira de Engenharia Agrícola e Ambiental
A Revista Brasileira de Engenharia Agrícola e Ambiental (AGRIAMBI) é uma publicação técnico-científica editada em forma impressa e on-line, voltada para a Engenharia Agrícola e Ambiental, publicada pela Universidade Federal de Campina Grande, no estado brasileiro da Paraíba, sendo ainda o órgão oficial da Asociación Latinoamericana y del Caribe de Ingeniería Agrícola (ALIA), com periodicidade mensal e  Ela é disponibilizada através da biblioteca digital SciELO.

## Temática
A revista publica trabalhos nas áreas de manejo de solo, água e planta, engenharia de irrigação e drenagem, meteorologia e climatologia agrícola, armazenamento e processamento de produtos agrícolas, gestão e controle ambiental no âmbito da produção agrícola.